# محمد الشحات الراجحي
محمد محمد الشحات الراجحي (1954 - 2 أكتوبر 2024) هو شاعر مصري،

## حياته
وُلد عام 1954 في قرية الظاهرية بمحافظة الدقهلية بمصر. توفي في القاهرة بتاريخ 2 تشرين الأول 2024م. تخرج من كلية الآداب قسم اللغة العربية بجامعة القاهرة. صدرت مجموعته الشعرية الأولى الدوران حول الرأس الفارغ عام 1974 وفازت بالعديد من الجوائز، بما في ذلك جائزة الشعر للشباب المصري عام 1978. حصل على جائزة ناجي نعمان الأدبية الشرفية عن أعماله الكاملة في عام 2023. عمل الشحات صحفيًّا في العديد من الصحف والمجلات الأدبية في مصر والعالم العربي. واستقر أخيرًا في دار الأخبار للنشر، حيث عمل نائبًا لرئيس تحرير صحيفة الأخبار الرياضية. وكان الشحات أيضًا أحد مؤسسي مجلة المصرية التي صدرت في مصر في أوائل السبعينيات. وهو عضو نقابة الصحفيين المصرية، واتحاد الكتاب، ومجلس أمناء جمعية مصطفى وعلي أمين (ليلة القدر). كما شغل الشحات منصب عضو مجلس إدارة اتحاد الكتاب عام 2015.

## مسيرته
ويعتبر الشحات الشاعر المصري الوحيد الأول الذي كتب مجموعة قصائد كاملة عن ثورة 25 يناير ومظاهرات 30 يونيو، معًا. كما كان موضوعًا لأكثر من مائتي دراسة نقدية في أربعة كتب، منها: المرايا النقدية: التجربة الشعرية لمحمد الشحات الذي يتضمن 46 دراسة نقدية (دار الأدهم، 2020) كما دُرس شعر محمد الشحات في رسالة ماجستير للباحثة حنين الفلاح نُشرت في كتاب عن دار ريادة الأردنية، ورسالة دكتوراه للدكتور طارق محمد عبد المجيد. ظهر الشحات في العديد من اللقاءات التلفازية، منها القلم والريشة، وكلمات، و قصتي مع المكان.

## أعماله
نُشرت قصائد محمد الشحات في العديد من الصحف والمجلات والدوريات الأدبية المصرية والعربية. ونشر أكثر من 20 مجموعة شعرية خلال مسيرته المهنية. وقد نشرت دار وعد ودار (AAUG) أعماله الكاملة على جزأين.
- الدوران حول الرأس الفارغ دار الحرية (1974)
- آخر ما تبقى من الذاكرة دار العربي للنشر والتوزيع (1979)
- عندما تدخل دمي – سلسلة الإبداع العربي الهيئة المصرية العامة للكتاب (1982)
- تقلبات على جدار الزمن الهيئة المصرية العامة للكتاب (1984)
- الهيئة المصرية العامة للكتاب (1986)
- هزائمي التي لا تنتهي الهيئة العامة لقصور الثقافة (1990)
- المترو لن يتوقف في ميدان التحرير الهيئة المصرية العامة للكتاب (2012)
- دعني أدخل ببطء (دار وعد للنشر والتوزيع، 2013)
- يوميات ثورة 30 يونيو دار وعد للنشر والتوزيع (2013)
- عندما كسرني الألم دار وعد للنشر والتوزيع (2014)
- البكاء بين يدي الحفيدة دار وعد للنشر والتوزيع (2014)
- الحياة بلا وجه دار وعد للنشر والتوزيع (2016)
- رسائل الوطن دار وعد للنشر والتوزيع (2017)
- محاولات لا أعرف غاياتها الهيئة المصرية العامة للكتاب (2018)
- يكتب في دفتره دار الأدهم (2018)
- أغاني وداع الشاعر دار الأديب (2019)
- سيعود من بلاد بعيدة دار الأدهم (2019)
- اهتزاز مقامات دار الأدهم (2020)
- متى تنتهي دار الأدهم (2020)
- رجل غلب عليه اللون الأزرق دار الأدهم (2021)
- ملامح ظلي الهيئة المصرية العامة للكتاب (2021)
- لم يستطع اختيار وزارة الثقافة المصرية (2023)

إضافة إلى هذه المجموعات، لدى محمد الشحات مختارات شعرية قيد الطبع في بيت الكلمات الجزائري.
وأخيرًا ساهم محمد الشحات في إعداد كتاب تذكاري عن نجيب محفوظ فور حصوله على جائزة نوبل في الأدب عام 1988، والذي أصدرته وزارة الثقافة المصرية. كما شارك في تحرير موسوعة المرأة عبر التاريخ التي أصدرتها وزارة الثقافة المصرية، وكان رئيس تحرير مجلة الموسيقى العربية التي أصدرتها دار الأوبرا المصرية بمناسبة مهرجان الموسيقى العربية. كان محمد الشحات رئيس تحرير مجلة القراءة للجميع التي كانت تُصدرها دار الكتاب ثم هيئة قصور الثقافة المصرية، وكان رئيس تحرير صحيفة الكتاب التي كانت تصدرها هيئة الكتاب بالتزامن مع معرض القاهرة الدولي للكتاب من عام 1984 إلى عام 2011.